# Zach Clayton
Zach Clayton (Champaign, 1º gennaio 1988) è un ex giocatore di football americano statunitense che ha giocato nel ruolo di defensive tackle nella National Football League (NFL). Fu scelto nel corso del settimo giro (212º assoluto) del Draft NFL 2011. Al college ha giocato a football all'Università di Auburn.

## Carriera professionistica

### Tennessee Titans
Clayton fu scelto dai Tennessee Titans nel corso del settimo giro del Draft 2011. Debuttò come professionista nella settimana 1 contro i Jacksonville Jaguars mettendo a segno un tackle. La sua stagione da rookie si concluse con 3 presenze, nessuna come titolare, e 2 tackle. Nella stagione 2012 non scese mai in campo.

## Statistiche
| Partite totali      | 3   |
| Partite da titolare | 0   |
| Tackle              | 2   |
| Sack                | 0,0 |
| Intercetti          | 0   |